# Aulnois-sur-Seille
Aulnois-sur-Seille är en kommun i departementet Moselle i regionen Grand Est (tidigare regionen Lorraine) i nordöstra Frankrike. Kommunen ligger i kantonen Delme som tillhör arrondissementet Château-Salins. År 2022 hade Aulnois-sur-Seille 308 invånare.

## Befolkningsutveckling
Antalet invånare i kommunen Aulnois-sur-Seille
| Referens: INSEE |